# Црква Светог архангела Гаврила у Моклишту
Црква Светог архангела Гаврила у Моклишту, насељеном месту на територији општине Бела Паланка, православни је храм који припада Епархији нишкој Српске православне цркве.
Црква посвећена Светом архангелу Гаврилу подигнута је 1838. године. У истом периоду поред храма подигнута је и звонара. На самом улазу у храм озидана је припрата, а на зидовима, висине једног метра, постављени су дрвени стубови и кров од ћеремиде. На овој цркви ништа веће није поправљано све до деведесетих година 20. века. Брдо које се налази одмах иза цркве дуги низ година спуштало се ка храму, што је покренуло тадашњег свештеника Божу Недељковића и верни народ да започну реновирање ове светиње. Прво су урађени земљани радови, а затим и грађевински. Радови су текли релативно брзо, тако да су и црква и звоник у потпуности обновљене. Храм је осветио тадашњи епископ нишки и потоњи Патријарх српски Иринеј. Године 2010. саграђена је и припрата, што је овој цркви вратило првобитни изглед.